# Pancho Aréna
La Pancho Aréna è uno stadio situato a Felcsút in Ungheria. È utilizzato principalmente per partite di calcio ed è lo stadio di casa del Puskás Ferenc Labdarúgó Akadémia. Lo stadio ha una capacità per 3 500 spettatori a sedere ed è considerato di seconda categoria dalla UEFA, in modo da poter ospitare partite internazionali. Lo stadio, così chiamata in onore di Ferenc Puskás, soprannominato "Pancho" quando militava al Real Madrid, è stato inaugurato il 21 aprile 2014 con una partita amichevole tra la Puskás Akadémia e Real Madrid, finale della Puskás Cup 2014. L'opera è costata 12,4 milioni di euro.
Il 26 aprile 2014 è stata disputata la prima partita ufficiale di Lega Ungherese allo stadio tra Puskás Akadémia e Videoton. La partita si è conclusa con una vittoria di 3-1.

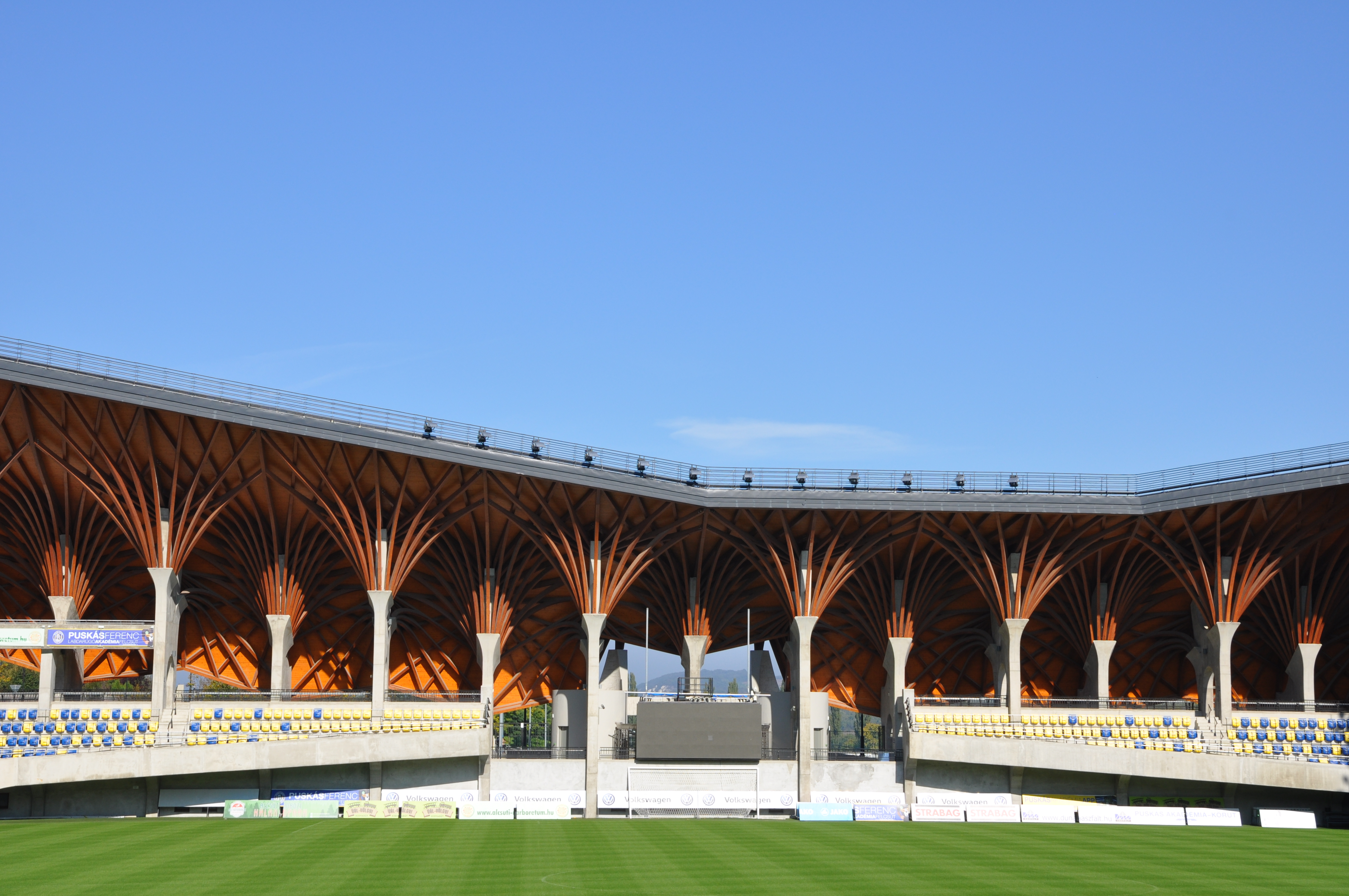
Dettaglio delle tribune dello stadio; si notino i pilastri realizzati in legno

Lo stadio strutturalmente si distingue per la particolare architettura, legata allo stile organico e tradizionale ungherese e per gli affascinanti elementi in legno, per i quali sono state necessarie 1000 tonnellate di legname.
La costruzione dello stadio è iniziata nel 2012 e il progetto principale del lavoro è stato affidato all'architetto ungherese Imre Makovecz.
Lo stadio ha suscitato alcune controversie. Durante l'inaugurazione dello stadio c'è stata una manifestazione da parte di un gruppi di opposizione che ha condannato la costruzione dello stadio, finanziato solo in piccola parte direttamente dallo Stato ungherese, ma le aziende che hanno finanziato lo stadio nello stesso periodo hanno vinto considerevoli appalti dallo stato stesso. Da alcuni è considerato un "monumento alla corruzione e alla megalomania, ritenendo eccessiva la costruzione di uno stadio del genere per una città di soli 1 600 abitanti.